# Стрелбище
 Тази статия е за съоръжението.  За квартала в София вижте Стрелбище (квартал).  
Стрелбище се нарича специално открито място (или район с такова предназначение) или помещение (или отделна сграда с такова помещение), предназначено за практикуване на целева и учебна стрелба. Съществуват стрелбища на открито и на закрито.
Обикновено на тях има персонал, който наблюдава за спазване на безопасността. Някои стрелбища са предназначени само за определен вид оръжия, примерно пистолети или пушки.
До някои стрелбища достъп имат само професионалисти – военни, полицаи и т.н., докато други стрелбища са достъпни за широката публика. В големите градове обикновено стрелбищата са на закрито.